# 영국 디지털·문화·미디어·스포츠부

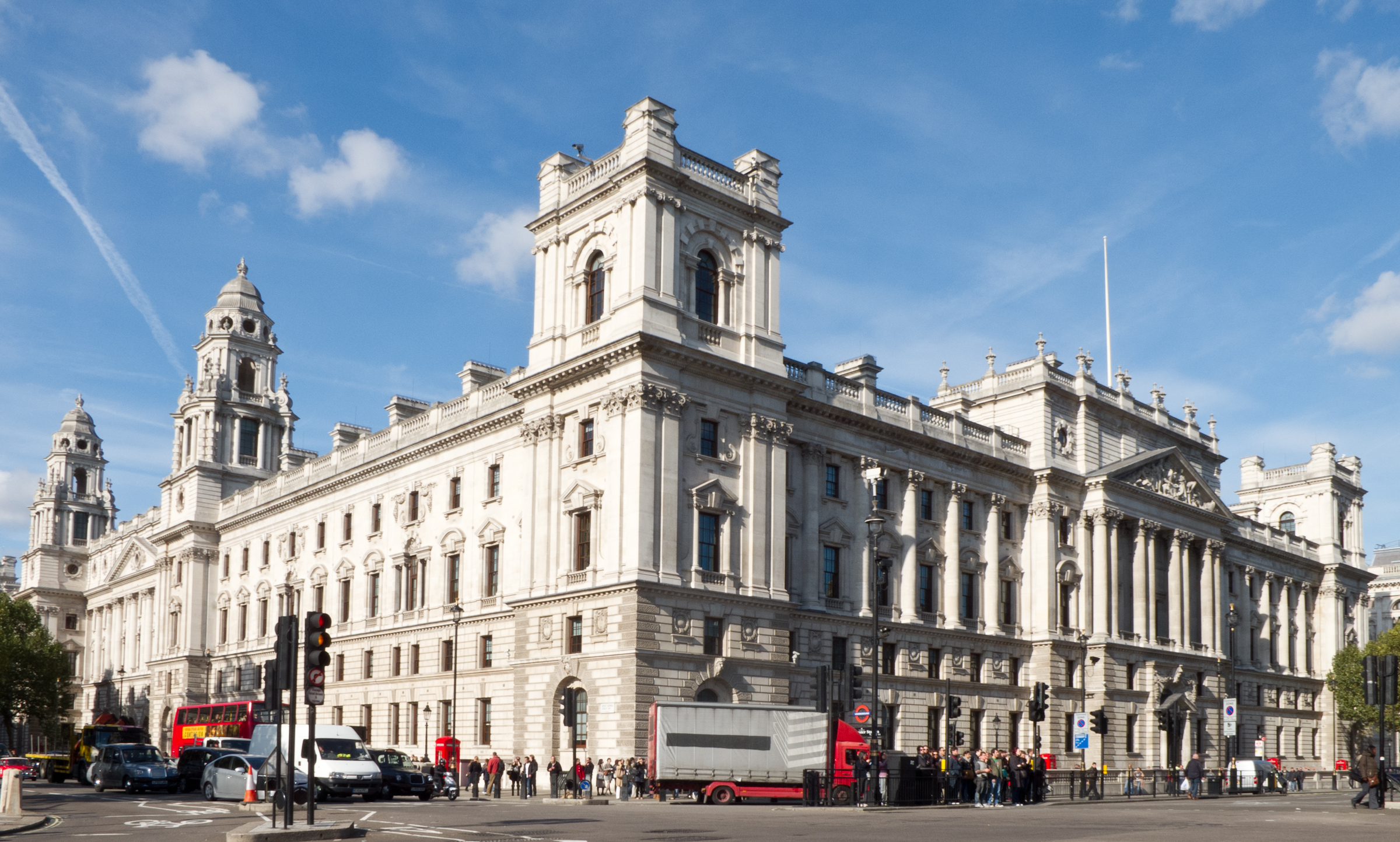

디지털·문화·미디어·스포츠부 (Department for Digital, Culture, Media and Sport, DCMS)는 영국 정부의 행정부처이다. 잉글랜드 지역의 문화와 스포츠 정책과 영국 전역의 일부 미디어 (방송과 인터넷 분야)를 담당한다. 그밖에도 관광과 레저, 창조산업 정책들을 담당하며, 2012년 런던 올림픽과 2012년 런던 패럴림픽 관련 업무이행과 디지털 경제 구축에도 힘쓰고 있다.
영국 정부의 문화, 스포츠, 관광 업무는 중앙 정부에서 지방 정부로 이양되어 있는 상태이다. 따라서 스코틀랜드, 웨일스, 북아일랜드의 일부 문화 스포츠 정책은 해당 지역의 지방 정부가 맡고 있다.

## 역사

### 변천사
디지털문화미디어스포츠부는 1992년 4월 11일 총선 승리 직후 출범한 존 메이저의 2차 내각에서 국가유산부 (Department of National Heritage, DNH)란 이름으로 출범한 것이 시초이다. 기존의 예술이나 스포츠 정책은 다른 부처에 소속되어 왔다가 전담부처로 이관하여 출범하게 된 것이다.
이후 1997년 7월 14일 토니 블레어 내각 출범으로 국가유산부는 문화미디어스포츠부 (Department for Culture, Media and Sport, DCMS)로 개명하였다. 20년 뒤인 2017년 7월 3일 테레사 메이 내각부터는 해당부처에서 디지털 분야 관련 활동이 늘어난 점을 반영하여 디지털문화미디어스포츠부 (Department for Digital, Culture, Media and Sport, DCMS)로 개명하였다. 약자는 똑같이 DCMS로 유지하였다.

### 2012년 올림픽과 그 이후
문화미디어스포츠부 시절에는 2012년 하계 올림픽의 성공적 유치를 위한 조직부처로 활동하였으며, 유치 이후에는 올림픽조달청 (ODA)와 런던올림픽조직위원회 (LOCOG)를 주력으로 올림픽 대회의 인프라와 계획을 총괄하는 기구를 지정 감독하였다. 2007년 6월 조지 브라운 내각 출범 이후에는 테사 조웰 의원이 재무부 경리총감 (Paymaster General)을 거쳐 내각실 장관으로 임명되었는데, 조웰 의원이 올림픽 부장관도 역임하고 있었기 때문에 관련 장관업무 역시 내각실에서 보게 되었으나, 그 실무진인 정부 올림픽 집행위원회 (Government Olympic Executive)은 문화미디어스포츠부 소속으로 여전히 남게 되었다.
2010년 총선으로 보수당의 캐머런 내각이 출범하자 올림픽 장관업무는 다시 문화미디어스포츠부 장관에게로 넘어왔다. 제러미 헌트 당시 장관의 직함은 '문화올림픽미디어스포츠부 장관'이 되었으나, 부처명은 바뀌지 않았다. 2012년 9월 4일 개각으로 헌트 장관이 보건부장관에 임명되면서 마리아 밀러 의원이 후대 장관으로 들어왔다. 하지만 지출 관련 논란으로 스스로 사임하고 사지드 자비드 의원이 대신 장관직에 임명되었다.
2015년 총선 직후 존 위팅데일 의원이 장관으로 임명되어, BBC 칙허 검토작업에 착수하게 되었다. 한편으로 이전에는 비즈니스혁신기술부와의 공동 소관업무였던 디지털 경제 정책업무를 완전히 이관받게 되었다. 또 법무부로부터 영국 정보위원회 (Information Commissioner's Office)를 소속기관으로 넘겨받았다.
2016년 7월 브렉시트 국민투표 직후 단행된 개각으로 위팅데일 장관이 사임하고 캐런 브래들리 의원이 장관직에 올랐다. 동시에 내각실에서 시민사회청 (Office for Civil Society)이 문화미디어스포츠부 소속으로 바뀌었다. 2018년 1월에는 개각으로 매튜 핸콕 전 디지털 부장관이 내각 장관으로 임명되었다.

## 정책

#### 정책분야
디지털문화미디어스포츠부에서 주관하는 정책 분야는 다음과 같다.
- 건축과 디자인
- 건축 보존
- 관광
- 도박·경마
- 도서관
- 디지털 경제
- 문화재·문화유산
- 박물관과 미술관
- 방송 (영국방송공사)
- 복권사업
- 스포츠
- 시민사회
- 예술
- 언론 자유와 규제
- 엔터테인먼트 허가
- 올림픽 유산
- 인터넷·국제 ICT 정책
- 자선사업
- 창조산업
  - 광고
  - 디자인
  - 영화
  - 예술 경매
  - 음악
  - 출판
  - 패션
- 통신·브로드밴드

## 장관
디지털문화미디어스포츠부의 각 장관은 다음과 같다.
| 이름                   | 직함                     | 소관업무                                                                                           |
| ---------------------- | ------------------------ | -------------------------------------------------------------------------------------------------- |
| 매튜 핸콕 의원         | 장관                     | 부처 소관업무와 디지털경제 총괄                                                                    |
| 마것 제임스 의원       | 디지털 부장관            | 브로드밴드, 전파와 통신, 문화, 유산과 건축환경, 인터넷과 창조산업, 도서관, 미디어, 박물관과 미술관 |
| 트레이시 크라우치 의원 | 스포츠 시민사회 정무차관 | 도박, 경마, 시민사회청, 스포츠, 국가복권 및 민간복권                                               |
| 마이클 엘리스 의원     | 예술유산관광 정무차관    | 예술, 문화, 유산, 공공도서관, 박물관, 국립기록원, 관광                                             |
| 헨리 애시튼 경         | 정무차관                 | 명예직 (귀족원 내 부처업무 및 제1차 세계대전 관련 보훈)                                            |

사무차관은 수 오웬 씨이다.